# Hero MotoCorp
Hero Motocorp Ltd. (precedentemente Hero Honda) è un produttore indiano di motociclette e scooter con sede a Nuova Delhi, in India. L'azienda è uno dei più grandi produttori di due ruote al mondo e anche in India, dove detiene una quota di mercato di circa il 46% nella categoria delle due ruote.L'elenco Forbes del 2006 delle 200 aziende più rispettate al mondo ha inserito la Hero Honda Motors al 108º posto. Il 31 marzo 2013, la capitalizzazione di mercato della società era di ₹308 miliardi di crore. ($ 4,3 miliardi).
Hero Honda ha iniziato le sue operazioni nel 1984 come joint venture tra la indiana Hero Cycles (a volte chiamato Hero Group, da non confondere con la società alimentare svizzera) e la giapponese Honda.Nel 2010, quando Honda decise di abbandonare la joint venture, Hero Group acquistò le azioni detenute da Honda e si concentrò sulla sua consociata interamente posseduta, Honda Motorcycle and Scooter India (HMSI)
Nel giugno 2012, Hero MotoCorp ha approvato una proposta per unire il braccio di investimento con la Hero Investment Pvt. Ltd. Questa decisione è arrivata 18 mesi dopo la sua separazione da Hero Honda.
"Hero" è il marchio utilizzato dai fratelli Munjal per la loro compagnia di punta, Hero Cycles Ltd. Nel 1984 è stata costituita una joint venture tra Hero Group e Honda Motor Company come Hero Honda Motors Limited a Dharuhera. La famiglia Munjal e il gruppo Honda possedevano entrambi una quota del 26% nella Società.
Durante gli anni '80, la società introdusse motociclette che erano popolari in India per la loro economia di carburante a basso costo. Una popolare campagna pubblicitaria basata sullo slogan "Fill it - Shut it - Forget it" che ha enfatizzato l'efficienza del carburante della motocicletta ha aiutato l'azienda a crescere a un ritmo a due cifre sin dall'inizio. Nel 2001, la società è diventata la seconda più grande azienda produttrice di due ruote in India e nel mondo.Mantiene la leadership globale del settore fino ad oggi. La tecnologia nelle moto di Hero Motocorp (prima Hero Honda) per quasi 26 anni proviene dalla controparte giapponese Honda

## Cessione della Joint Venture e nuova società

### Cessione
A dicembre 2010, il consiglio di amministrazione di Hero Honda Group aveva deciso di chiudere gradualmente la joint venture tra Hero Group e Honda. Il gruppo Hero avrebbe acquistato la partecipazione per il 26%. Nell'ambito della joint venture Hero Group non poteva esportare verso i mercati internazionali (eccetto Nepal, Bangladesh e Sri Lanka) e la risoluzione significherebbe che la Hero Group avesse accesso all'esportazione in quei paesi. Sin dall'inizio, il gruppo Hero ha fatto affidamento sul proprio partner giapponese Honda per la tecnologia dei loro motocicli.
Il produttore automobilistico giapponese è uscito dalla joint venture attraverso una serie di transazioni fuori mercato dando alla famiglia Munjal (che deteneva una partecipazione del 26% nella società) un ulteriore 26%. La Honda, volendo concentrarsi solo sulla sua sussidiaria a due ruote completamente posseduta (Honda Motorcycle and Scooter India (HMSI)), uscì da Hero Honda con uno sconto e guadagnò oltre ₹64 miliardi di crore (900 milioni di $) per la sua partecipazione. Lo sconto era compreso tra il 30% e il 50% sul valore attuale della partecipazione di Honda in base al prezzo del titolo dopo la chiusura del mercato il 16 dicembre 2010.
Le crescenti differenze tra i due partner sono emerse gradualmente come irritanti. Le differenze si erano verificate per alcuni anni prima della divisione su una varietà di problemi, che vanno dalla riluttanza della Honda a condividere completamente e liberamente la tecnologia con Hero (nonostante un legame tecnologico di 10 anni scaduto nel 2014) e il disagio del partner indiano per dei pagamenti di royalty elevati alla società giapponese. Un altro motivo irritante per la Honda è stato il rifiuto di Hero Honda (gestito principalmente dalla famiglia Munjal) di fondere il business dei pezzi di ricambio dell'azienda con la nuova sussidiaria di proprietà della Honda, HMSI.
Come da accordo, era un affare a due zampe. Nella prima parte, la famiglia Munjal, guidata dal gruppo Brijmohan Lal Munjal, formò un veicolo per uso speciale (SPV) incorporato all'estero per acquistare l'intera partecipazione di Honda, che era sostenuta da prestiti ponte. Questo SPV è stato infine aperto per la partecipazione al private equity, e quelli nella mischia includevano Warburg Pincus, Kohlberg Kravis Roberts (KKR), TPG, Bain Capital e Carlyle Group.

### Formazione della nuova società
Il nome della società viene cambiato da Hero Honda Motors Limited a Hero MotoCorp Limited il 29 luglio 2011. La nuova identità del marchio e il logo di Hero MotoCorp sono stati sviluppati dalla società britannica Wolff Olins, e venne rivelato il 9 agosto 2011 a Londra, in coincidenza con il test cricket tra Inghilterra e India
Hero MotoCorp con questa nuova società può esportare in America Latina, Africa e Asia occidentale, ed è libero di utilizzare qualsiasi fornitore per i suoi componenti anziché solo fornitori approvati dalla Honda.
Il 21 aprile 2014, Hero MotoCorp ha annunciato il suo piano per una joint venture di 2,540 miliardi di £  (36 milioni di $) con il gruppo Nitol-Niloy per i prossimi cinque anni, per costituire uno stabilimento produttivo in Bangladesh. L'impianto ha iniziato la produzione nel 2017. Hero MotoCorp possiede il 55% dell'impianto di produzione e il resto il 45% è di proprietà di Niloy Motors (una filiale del gruppo Nitol-Niloy). Inoltre ha anche aggiornato la sua gamma di motori 100cc nel 2014 per moto a 110cc ad eccezione di Hero Dawn.

## Investimenti azionari
Nel luglio 2013, HMC ha acquisito una partecipazione del 49,2% di Erik Buell Racing, una società di sport motociclistici che produceva motociclette da strada e da corsa con sede a East Troy nel Wisconsin. Nel 2015 EBR ha dichiarato fallimento e Hero Motocorp procede quindi all'acquisizione di alcune attività per ₹182 milioni di crore (2,6 milioni di $)
HMC ha investito 30,5 milioni di $ (₹2,05 miliardi di crore) come serie di finanziamenti della serie B nell'ottobre 2016 e ha guadagnato una quota del 32,31% in Ather Energy, una startup che produce scooter elettrici. Nel 2018 ha investito altri 19 milioni di $ (₹1,3 miliardi di crore)..

## Operazioni
Hero MotoCorp ha cinque stabilimenti produttivi con sede a Dharuhera, Gurgaon, Neemrana, Haridwar e Halol sotto il livello di Green Field. Questi impianti insieme hanno una capacità produttiva di oltre 7,6 milioni di veicoli a 2 ruote all'anno. Inoltre ha una rete di vendita e assistenza con oltre 6.000 concessionari e punti di assistenza in tutta l'India e un programma di fidelizzazione dei clienti dal 2000, chiamato Hero Honda Passport Program, ora noto come Hero GoodLife Program.
È stato riferito che Hero MotoCorp ha cinque joint venture o società associate, Munjal Showa, AG Industries, Sunbeam Auto, Rockman Industries e Satyam Auto Components, che forniscono la maggior parte dei suoi componenti.
La società ha un obiettivo dichiarato di conseguire ricavi di ₹640 miliardi di crore (9 miliardi di $) e volumi di 1 milione di veicoli a due ruote entro il 2016-2017. Questo in collaborazione con nuovi paesi in cui ora possono commercializzare le loro due ruote a seguito del disimpegno dalla Honda. Hero MotoCorp spera di raggiungere il 10% dei propri ricavi dai mercati internazionali e prevede di lanciare le vendite in Nigeria entro la fine del 2011 o all'inizio del 2012.

## Performance dell'azienda
La società ha venduto oltre 70 milioni di veicoli a 2 ruote dal suo inizio nel 1984 fino a marzo 2013. Nel 2012 ha venduto 6,07 milioni di veicoli a 2 ruote, di cui 5,5 milioni erano motociclette. La sua motocicletta più popolare Hero Honda Splendor vende più di un milione di unità all'anno.
Nel 2013, Hero MotoCorp ha registrato le migliori prestazioni dell'anno di oltre 6,1 milioni di unità vendute. Con la vendita di 625.000 unità nel mese di ottobre, è diventato il primo produttore in assoluto a superare le 600.000 unità di vendita in un mese. Nell'ultimo trimestre dell'anno (durante le festività), la società ha venduto oltre 1,6 milioni di unità, mentre in periodi non festivi tra aprile e maggio 2013 è riuscita a vendere 1,1 milioni di unità.

## Quotazioni e partecipazioni
Le azioni di Hero Motocorp sono quotate alla Borsa di Bombay, dove è un componente dell'indice BSE SENSEX e al National Stock Exchange of India, dove è un componente dell 'S & P CNX Nifty.
Al 31 dicembre 2013, i promotori della famiglia Munjal detenevano circa il 40% delle quote azionarie di Hero Motocorp. Oltre 61.000 singoli azionisti detengono circa. 7,44% delle sue azioni. Gli investitori istituzionali esteri detengono circa. 30% di azioni della società.
| Azionisti (al 31 dicembre 2013)        | Partecipazione |
| -------------------------------------- | -------------- |
| Gruppo promotore                       | 39.92%         |
| Investitori Istituzionali Esteri (FII) | 30.63%         |
| Organi Societari Esteri                | 12.29%         |
| Azionisti Individuali                  | 06.44%         |
| Compagnie Assicurative                 | 05.38%         |
| Fondi Comuni di Investimento/UTI       | 02.56%         |
| Organi Aziendali                       | 01.60%         |
| Istituzioni Finanziarie/Banche         | 00.53%         |
| Altri                                  | 00.60%         |
| Totale                                 | 100.0%         |

## Dipendenti
Al 31 marzo 2014, la società aveva 6.782 dipendenti, di cui 66 donne (1,1%). Aveva anche circa 13.800 dipendenti temporanei. La società ha registrato un tasso di logoramento del 5,1% nell'esercizio 2012-13 ed ha speso 8,21 miliardi di USD (120 milioni di USD) in benefici per i dipendenti durante l'anno fiscale 2012-13.

## Premi e riconoscimenti
- The Brand Trust Report pubblicato da Trust Research Advisory ha classificato Hero Honda al 7 ° posto tra i marchi più affidabili in India[33].
- Ha ricevuto il premio "Best value for Money Bike Maker" e "Best Advertising" nella categoria Two Wheelers agli Auto India Best Brand Awards 2012.

## Iniziative
La società ha fondato la Raman Kant Munjal Foundation (RKMF), nel 1992, quando era conosciuta come Hero Honda Motors Ltd., che si occupa di:
- Raman Munjal Vidya Mandir (istituto di istruzione)
- BML Munjal University

Durante l'esercizio finanziario, la società ha speso 1,4 ore per la responsabilità sociale delle imprese.

## Sponsorizzazioni
Attualmente sponsorizza la Caribbean Premier League, un torneo Twenty-20 Cricket, sponsorizza inoltre anche entrambi i massimi campionati di calcio indiani, la I-League e l'Indian Super League, la seconda divisione della I-League I-League 2nd Division, il massimo campionato femminile indiano la Indian Women's League e anche il torneo Super Cup. Dal 2014, Hero ha sponsorizzato il torneo di golf Hero World Challenge.